# Napad - La rapina
Napad - La rapina (Napad) è un film del 2024 diretto da Michal Gazda.

## Trama
Nei primi anni 90 un poliziotto di mezza età, che è stato costretto al congedo, viene richiamato dai suoi superiori solo per arrestare una banda di criminali che è stata responsabile di una violenta rapina in banca, con sequestro e uccisione degli ostaggi e successiva fuga con il bottino.

## Distribuzione
Il film è stato distribuito sulla piattaforma Netflix a partire dal 16 ottobre 2024.